# Bolo tres tablones
El Bolo tres tablones es una especialidad del deporte de los bolos que tiene su origen en el norte de la provincia de Burgos, en la comarca de Las Merindades.

## Historia
Desde la Merindad de Cuesta-Urria, Merindad de Valdeporres, Valle de Valdebezana, Merindad de Valdivielso, Merindad de Sotoscueva, Espinosa de los Monteros, Villarcayo, Medina de Pomar, Merindad de Castilla la Vieja, Trespaderne, Frías, Briviesca, Valle de Losa, Valle de Tobalina, Sobrón, etc., y llegando hasta Miranda de Ebro, desde tiempos muy remotos, se ha venido practicando este juego ancestral que ha llegado a convertirse en modalidad deportiva federada bajo la denominación Bolos Tres Tablones. Debido al éxodo de la gente de los pueblos a las grandes ciudades, actualmente este deporte se ha extendido a Burgos, Miranda de Ebro, Álava (en Valderejo, donde se denomina Losino, por la cercanía del valle de Losa), Vizcaya, Madrid, Alicante e incluso América.

## Forma de juego

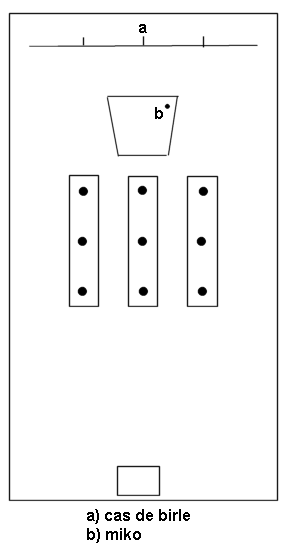
Esquema de juego.

La bolera se divide en tres partes: zona de tiro, zona de tablones o cureñas y zona de birle. Se emplean 3 tablones, se plantan 3 bolos en cada uno y posteriormente se planta el mico que se sitúa en prolongación de los bolos centrales a un lado u a otro. 
Consiste en lanzar la bola desde el cas en trayectoria aérea intentando derribar el mayor número de bolos posibles y el mico inclusive. El primer bote de la bola debe ser en la cureña, de no ser así se producirá una morra y se anulará la tirada. La forma de puntuar es la siguiente: Cada bolo derribado vale un punto, el derribo exclusivo del bolo del medio vale 2 puntos y el derribo del mico vale cuatro puntos solo si es acompañado con el derribo de alguno de los bolos.
De este deporte autóctono en la actualidad se celebran Campeonatos de España, provinciales, torneos interboleras y torneos veraniegos en numerosos pueblos.